# Суперкубок Единой лиги ВТБ
Суперкубок Единой лиги ВТБ — международный предсезонный баскетбольный турнир, проводимый Единой лигой ВТБ совместно с АНО «Московский спорт». В турнире принимают участие 2 лучших команды лиги по итогам прошлого сезона и 2 иностранных команды.

## История
12 июня 2021 года в режиме онлайн в пресс-центре информационного агентства России ТАСС состоялся Совет Единой лиги ВТБ. На нём было утверждено создание ежегодного Суперкубка с участием 4 лучших команд предыдущего регулярного сезона. Победителю будет вручаться Кубок Александра Гомельского — в знак памяти о легендарном тренере.
Первый в истории Суперкубка турнир был организован Единой лигой ВТБ совместно с АНО «Московский спорт».
В 2022 году в Суперкубке Единой лиги ВТБ впервые приняли участие зарубежные команды — сербские «Партизан» и «Мега».

## Победители и призёры
| Сезон          | Место проведения турнира | Финал  | Финал | Финал            | Матч за 3-е место | Матч за 3-е место | Матч за 3-е место |
| Сезон          | Место проведения турнира | Золото | Счёт  | Серебро          | Бронза            | Счёт              | 4-е место         |
| -------------- | ------------------------ | ------ | ----- | ---------------- | ----------------- | ----------------- | ----------------- |
| 2021 Подробнее | Москва                   | ЦСКА   | 81:73 | Зенит            | УНИКС             | 84:70             | Локомотив-Кубань  |
| 2022 Подробнее | Москва                   | Зенит  | 71:70 | ЦСКА             | УНИКС             | 83:77             | Партизан          |
| 2023 Подробнее | Москва                   | Зенит  | 85:83 | Локомотив-Кубань | Фенербахче        | 82:80             | Нижний Новгород   |
| 2024 Подробнее | Москва                   | ЦСКА   | 87:72 | УНИКС            | Зенит             | 83:70             | Црвена звезда     |
| 2025 Подробнее | Белград                  |        |       |                  |                   |                   |                   |

## Количество титулов
| Клуб             | Золото         | Серебро  | Бронза         |
| ---------------- | -------------- | -------- | -------------- |
| Зенит            | 2 (2022, 2023) | 1 (2021) | 1 (2024)       |
| ЦСКА             | 2 (2021, 2024) | 1 (2022) | —              |
| УНИКС            | —              | 1 (2024) | 2 (2021, 2022) |
| Локомотив-Кубань | —              | 1 (2023) | —              |
| Фенербахче       | —              | —        | 1 (2023)       |